# Spongiocaris hexactinellicola
Spongiocaris hexactinellicola är en kräftdjursart som beskrevs av Matz Berggren 1993. Den ingår i släktet Spongiocaris och familjen Spongicolidae. Inga underarter finns listade i Catalogue of Life.